# كارلوس كينيدي
كارلوس كينيدي (بالإسبانية: Carlos Kennedy)‏ هو سباح أرجنتيني، (ولد في إنتري ريوس في الأرجنتين 1911  م).

## وصلات خارجية
- كارلوس كينيدي على موقع أوليمبيديا (الإنجليزية)